# ジョージア国家安全保障会議
ジョージア国家安全保障会議（ジョージアこっかあんぜんほしょうかいぎ、グルジア語: საქართველოს ეროვნული უშიშროების საბჭო）は、ジョージアにおいて国家安全保障分野において組織・調整活動を行う同国大統領附属の合議制機関である。
国家安全保障会議は、主要閣僚と関係機関トップで構成され、大統領が議長を務める。

## 機構
- 書記（国家安全保障問題担当大統領補佐官）
- 副書記
- 国家安全保障部
- 国防・法治部
- 支援機構

## 国家安全保障会議議員
議長
- グルジア大統領

議員
- 国家安全保障問題担当大統領補佐官（国家安全保障会議書記）
- 議会報道官
- 首相
- 外務相
- 国防相
- 内務相
- 財務相